# Baron Southampton

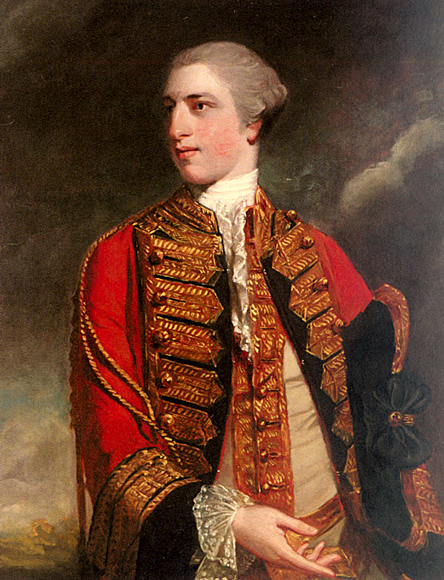
Charles FitzRoy, 1. baron Southampton (1780–1797)

Baronowie Southampton 1. kreacji (parostwo Wielkiej Brytanii)
- 1780–1797: Charles FitzRoy, 1. baron Southampton
- 1797–1810: George Ferdinand FitzRoy, 2. baron Southampton
- 1810–1872: Charles FitzRoy, 3. baron Southampton
- 1872–1958: Charles Henry FitzRoy, 4. baron Southampton
- 1958–1964: Charles FitzRoy, 5. baron Southampton
- 1989 -: Charles James FitzRoy, 6. baron Southampton

Następca 6. barona Southampton: Edward Charles FitzRoy